# Asthenes hudsoni
Asthenes hudsoni е вид птица от семейство Furnariidae. Видът е почти застрашен от изчезване.

## Разпространение
Видът е разпространен в Аржентина, Бразилия и Уругвай.